# St. George Lane Fox-Pitt
Saint George William Lane Fox-Pitt (* 14. September 1856 auf Malta; † 6. April 1932 in South Eaton Place) war ein britischer Elektrotechniker und Student psychischer Phänomene. 

## Leben
Seine Eltern waren Generalleutnant Augustus Henry Lane-Fox (1827–1900) und Alice Margaret (1828–1910; geb. Stanley). Als 1880 seines Vaters Cousin Horace Pitt, 6th Baron Rivers, gestorben war, nahm die Familie am 25. Mai 1880 den Namen Fox Pitt-Rivers an. Im Jahr 1878 erhielt St. George Lane Fox-Pitt ein Patent auf eine Glühlampe mit Platin-Iridium-Glühfaden, welches auch ein System zur Stromverteilung beschreibt. 
Am 12. Dezember 1879 hatte Charles Francis Brush in Großbritannien die Anglo American Electric Light Company Ltd. gegründet und noch im gleichen Jahr die Patentrechte zur Produktion der Lane-Fox Glühlampe erworben. Am 24. März 1880 gründete er eine neue Firma Anglo-American Brush Electric Light Corporation, die die vorherige übernahm. Zirka 1880 soll St. George Lane Fox-Pitt erfolgreiche Experimente mit verkohlten Pflanzenfasern als Glühmaterial durchgeführt haben. Das war in etwa zeitgleich mit der Entwicklung der Glühlampe mit Kohlefaden durch Edison in den USA. Bis 1883 reichte St. George Lane Fox-Pitt noch eine Reihe weiterer Patente ein.
St. George Lane Fox-Pitt schrieb Bücher über Wissenschaftsphilosophie, Ausbildung und soziale Probleme. Er war zeitweise Vizepräsident der Moral Education League und organisierte den International Moral Education Congress.
Im Jahr 1891 hat er seine Patentrechte von der Anglo-American Brush Electric Light Corporation zurückgekauft und selbst eine kleine Lampenproduktion aufgebaut. 
1898 beteiligte er sich an einer Eisenbahn-Konzession in Ecuador.
Ein Jahr später heiratete er Lady Edith Gertrude Douglas (1874–1963; die Tochter des John Sholto Douglas, 9. Marquess of Queensberry).